# 2937 Gibbs
2937 Gibbs este un asteroid descoperit pe 14 iunie 1980 de Edward Bowell.